# (What's the Story) Morning Glory?
(What's the Story) Morning Glory? è il secondo album del gruppo inglese Oasis. Pubblicato il 2 ottobre 1995, è universalmente riconosciuto come il disco di maggior successo della band e del movimento Britpop.
Il disco rimase per ben dieci settimane in cima alla Official Albums Chart e raggiunse la posizione numero quattro negli Stati Uniti. L'album ha venduto 345000 copie solamente nella sua prima settimana di messa in vendita nel Regno Unito e ben 22 milioni di dischi in tutto il mondo, risultando uno degli album più venduti di tutti i tempi. È anche il quinto disco (e il terzo album in studio) più venduto nella storia del Regno Unito, dove ha ricevuto ben 15 dischi di platino, seguito da Sgt. Pepper's Lonely Hearts Club Band dei Beatles. Negli Stati Uniti, invece, ha venduto 4,6 milioni di copie e ricevuto quattro dischi di platino. Nel febbraio 2010 è stato premiato ai Brit Awards come miglior album degli ultimi trent'anni.
I singoli estratti dall'album furono tutti grandi successi commerciali e di critica nel Regno Unito. Some Might Say e Don't Look Back in Anger raggiunsero la posizione numero uno della Official Singles Chart; Wonderwall e Champagne Supernova, invece, arrivarono alla posizione numero uno nella statunitense Alternative Songs e furono certificati entrambi singoli d'oro.
Il disco fu premiato come Best British Album ai BRIT Awards 1996 e nell'edizione del trentennale, nel 2010, è stato incoronato miglior album britannico degli ultimi trent'anni. Nel 2020 è stato inserito al 157º posto nella lista dei 500 migliori album di tutti i tempi stilata dalla rivista Rolling Stone, mentre è stato decretato dalla rivista britannica Q Magazine il miglior album degli anni novanta. Compare anche nel volume 1001 Albums You Must Hear Before You Die e rientra al 21º posto nel volume All Time Top 1000 Albums di Colin Larkin.

## Descrizione

### Genesi
Nel maggio 1995, dopo il successo commerciale del loro album di debutto, Definitely Maybe, gli Oasis iniziarono a registrare il singolo Morning Glory ai Rockfield Studios in Galles, con Owen Morris e Noel Gallagher addetti alla produzione di quest'ultimo. Quando finirono il mese successivo, la band era sul punto di divenire una delle più popolari nel Regno Unito, popolarità accresciuta dalla cosiddetta "Battaglia del Britpop", che vide contrapporre il loro singolo Roll with It con Country House dei Blur.
Nonostante il comportamento dei fratelli Gallagher, Owen Morris disse nel 2010:
Paul Weller si unì alla band poco dopo e contribuì alla realizzazione di Champagne Supernova. Noel scrisse l'ultima canzone dell'album, Cast No Shadow, in un treno mentre tornava negli studi di registrazione.
Morris dichiarò che l'album fu registrato in 15 giorni, con un ritmo di una canzone al giorno. Quando l'album venne ultimato, egli lo descrisse come "stupefacente", tanto da definirlo il Bollocks degli anni 90.
Anche Alan McGee della Creation Records fu entusiasta dell'album:
Il titolo (What's the Story) Morning Glory? fu inspirato a Noel quando la sua amica Melissa Lim gli rispose al telefono con tale frase, che proviene dal musical Bye Bye Birdie.

### Composizione
(Noel Gallagher)
La musica nell'album è stata descritta principalmente come rock e Britpop. Il critico musicale John Harris notò che nell'album erano presenti la canzone di Gary Glitter, Hello, Hello, I'm Back Again (Hello), While My Guitar Gently Weeps dei Beatles (She's Electric) e The One I Love dei R.E.M. (Morning Glory). La canzone Step Out venne rimossa poco dopo la pubblicazione dell'album per la somiglianza con il brano Uptight (Everything's Alright) di Stevie Wonder.

### Copertina
Noel Gallagher definì il sound dell'album riot music (riot in inglese significa rivolta). Per la copertina si decise di prendere spunto da questo concetto e Brian Cannon, fotografo ufficiale della band, ebbe l'idea di una persona seduta su un tavolo vicino a una bomba in cucina che stava prendendo fuoco. Noel scartò la proposta chiedendo a Cannon se avesse mai sentito Wonderwall. Allora si pensò a un concetto che Gallagher amava riprendere spesso, cioè che nella vita non ci sono sufficienti risposte, ma tante domande. Tenendo conto di ciò, Brian disegnò una copertina in netto contrasto con quella dell'album precedente. Si decise di non usare la band ma due ragazzi anonimi ripresi in modo sfocato, che camminavano per una strada, in modo tale da creare un alone di mistero intorno.
Si decise di ambientare il tutto a Berwick Street, più precisamente davanti al negozio Sister Ray, a Londra, così Cannon e il fotografo Michael Spencer Jones si svegliarono alle 4:30 del mattino per recarsi nella via a montare le attrezzature. Alle 5:00 arrivò uno dei due ragazzi, il DJ Sean Rowley, mentre Noel ancora non si faceva vivo. Gallagher era rimasto a letto con un attacco intestinale. Iniziarono i lavori senza di lui, e per ben cinque ore Brian e Sean camminarono avanti e dietro per la via, stando sempre attenti a schivare i furgoni della frutta che passavano da quelle parti ogni dieci minuti, mentre Spencer Jones si limitava a scattare foto. La troupe lasciò la via verso le 8:00. La cosa buffa è che a diventare la copertina dell'album fu la prima foto ad essere scattata, mentre furono scartate le circa trenta foto successive. Il costo per la realizzazione di essa ammontò a 25000£.

## Tracce
1. Hello – 3:23
2. Roll with It – 4:00
3. Wonderwall – 4:18
4. Don't Look Back in Anger – 4:49
5. Hey Now! – 5:41
6. Untitled (nota anche come "The Swamp Song — Excerpt 1") – 0:44
7. Some Might Say – 5:27
8. Cast No Shadow – 4:54
9. She's Electric – 3:40
10. Morning Glory – 5:03
11. Untitled (nota anche come "The Swamp Song — Excerpt 2") – 0:39
12. Champagne Supernova – 7:31

Durata totale: 50:09
- La versione in doppio vinile contiene la bonus track Bonehead's Bank Holiday, inserita come pezzo numero 8.
- La traccia numero 12, Champagne Supernova, vede la partecipazione di Paul Weller come chitarrista e come corista.
- Cast No Shadow è stata dedicata a Richard Ashcroft.
- La prima canzone dell'album, Hello, vede come coautore Gary Glitter vista la grande somiglianza con un suo brano intitolato Hello, Hello, I'm Back Again.
- Some Might Say è stato il primo singolo estratto da (What's the Story) Morning Glory? ed è stata anche la prima canzone degli Oasis a raggiungere la numero uno nella classifica dei singoli più venduti in Inghilterra. Questo è l'unico brano del CD dove figura ancora Tony McCarroll come batterista.

## Riedizione del 2014
Nel 2014 per promuovere una campagna musicale chiamata Chasing The Sun, What's the Story fu ripubblicato in versione triplo disco; il primo è l'album originale restaurato, il secondo contiene vari b-side tra cui Acquiesce e la cover dei The Beatles You've Got to Hide Your Love Away e il terzo contiene tracce dal vivo e demo.

### Disco 2: B-sides
1. Talk Tonight
2. Acquiesce
3. Headshrinker
4. It's Better People
5. Rockin' Chair
6. Step Out
7. Underneath The Sky
8. Cum On Feel The Noize
9. Round Are Way
10. The Swamp Song
11. The Masterplan
12. Bonehead's Bank Holiday
13. Champagne Supernova (Brendan Lynch Mix)
14. You've Got To Hide Your Love Away (Lennon-McCartney)

### Disco 3: Rare tracks
1. Acquiesce (Live At Earls Court)
2. Some Might Say (Demo)
3. Some Might Say (Live at Roskilde)
4. She's Electric (Demo)
5. Talk Tonight (Live At Bath Pavilion)
6. Rockin' Chair (Demo)
7. Hello (Live At Roskilde)
8. Roll With It (Live At Roskilde)
9. Morning Glory (Live At Roskilde)
10. Hey Now (Demo)
11. Bonehead's Bank Holiday (Demo)
12. Round Are Way (MTV Unplugged)
13. Cast No Shadow (Live At Maine Road)
14. The Masterplan (Live At Knebworth Park)

## Formazione
- Liam Gallagher - voce
- Noel Gallagher - chitarra solista, acustica, e-bow, pianoforte, mellotron, voce in Don't Look Back in Anger e Bonehead's Bank Holiday
- Paul Arthurs 'Bonehead'- chitarra ritmica, acustica, mellotron e pianoforte
- Paul McGuigan 'Guigsy' - basso
- Alan White - batteria e percussioni

### Altri musicisti
- Mark Feltham - armonica (6, 11)
- Tony McCarroll - batteria (7)
- Brian Cannon - tastiere (10)
- Paul Weller - chitarra solista e cori (12)

## Classifiche

### Classifiche settimanali
| Classifica (1995-2021) | Posizione massima |
| ---------------------- | ----------------- |
| Australia              | 1                 |
| Austria                | 3                 |
| Belgio (Fiandre)       | 7                 |
| Belgio (Vallonia)      | 3                 |
| Canada                 | 1                 |
| Danimarca              | 3                 |
| Europa                 | 1                 |
| Finlandia              | 8                 |
| Francia                | 8                 |
| Germania               | 3                 |
| Giappone               | 8                 |
| Grecia                 | 18                |
| Irlanda                | 1                 |
| Italia                 | 5                 |
| Norvegia               | 5                 |
| Nuova Zelanda          | 1                 |
| Paesi Bassi            | 4                 |
| Portogallo             | 6                 |
| Regno Unito            | 1                 |
| Spagna                 | 1                 |
| Stati Uniti            | 4                 |
| Svezia                 | 1                 |
| Svizzera               | 1                 |

### Classifiche di fine anno
| Classifica (1995) | Posizione |
| ----------------- | --------- |
| Regno Unito       | 2         |
| Classifica (1996) | Posizione |
| Australia         | 4         |
| Austria           | 19        |
| Canada            | 4         |
| Francia           | 18        |
| Germania          | 17        |
| Italia            | 18        |
| Nuova Zelanda     | 2         |
| Paesi Bassi       | 29        |
| Regno Unito       | 2         |
| Spagna            | 27        |
| Stati Uniti       | 13        |
| Svezia            | 43        |
| Svizzera          | 10        |
| Classifica (2020) | Posizione |
| Regno Unito       | 21        |
| Classifica (2021) | Posizione |
| Regno Unito       | 28        |

### Classifiche di fine decennio
| Classifica (1990–1999) | Posizione |
| ---------------------- | --------- |
| Regno Unito            | 1         |